# Nadigella
Nadigella is een geslacht van rechtvleugeligen uit de familie veldsprinkhanen (Acrididae). De wetenschappelijke naam van dit geslacht is voor het eerst geldig gepubliceerd in 1986 door Galvagni.

## Soorten
Het geslacht Nadigella  is monotypisch en omvat slechts de volgende soort:
- Nadigella formosanta (Fruhstorfer, 1921)